# Echinocolea prionocalyx
Echinocolea prionocalyx là một loài Rêu trong họ Lejeuneaceae. Loài này được (Gottsche ex Schiffner) R.M. Schust. mô tả khoa học đầu tiên năm 1980.